# Eduard Beninger
Eduard Beninger (* 25. Februar 1897 in Wien; † 28. November 1963 in Wien) war ein österreichischer Ur- und Frühgeschichtsforscher.

## Leben
Eduard Beninger inskribierte im April 1918 an der Universität Wien die Fächer Urgeschichte, Sanskrit, Indogermanistik und Germanistik bei Oswald Menghin, Josef Bayer, Paul Kretschmer und Rudolf Much. Er promovierte im Jänner 1923 mit der Dissertation Die Germanenfrage in der Literatur der prähistorischen Wissenschaft. In der Folge arbeitete er an der Prähistorischen Abteilung des Naturhistorischen Museums in Wien, ab 17. März 1938 als Leiter dieser Abteilung. Am 9. Juni 1938 beantragte Beninger die Aufnahme in die NSDAP und wurde rückwirkend zum 1. Mai desselben Jahres aufgenommen (Mitgliedsnummer 6.331.423). Er habilitierte sich am 10. Mai 1939 mit der Habilitationsschrift Die germanischen Bodenfunde in der Slowakei und wurde am 9. Oktober 1940 zum Dozenten an der Universität Wien sowie zum Direktor der prähistorischen Abteilung im Naturhistorischen Museum Wien ernannt. Im Verlauf des Zweiten Weltkriegs wurde er Leiter des Kulturamts der NSDAP in der Slowakei, sowie Ortskommandant von Michalovze.
Nach dem Ende des Zweiten Weltkriegs verlor er seinen Posten als Museumsdirektor und wurde wegen „Verletzung der Menschenwürde“ zu 3 Jahren Haft verurteilt.
Beninger führte in Nieder- und Oberösterreich zahlreiche Ausgrabungen durch (unter anderen in Neuruppersdorf, Poysdorf und Hainburg-Teichfeld) und verfasste etwa 90 Veröffentlichungen, darunter einige sehr umfangreiche. Sein Hauptinteresse galt der Germanenfrage. Darüber liegen zahlreiche grundlegende Werke vor. In der Neolithforschung war er seiner Zeit weit voraus und seine diesbezüglichen Ergebnisse werden erst heute gewürdigt.
Beninger unterstützte durch seinen fachlichen Rat zahlreiche Heimatforscher (Othmar Skala, Franz Xaver Kießling, Josef Höbarth) und Heimatmuseen. Unter anderen erstellte er die Inventare der Museen in Melk, Horn, Hollabrunn, Langenlois und Retz.
Er wurde am Hietzinger Friedhof bestattet.

## Schriften
- Der westgotisch-alanische Zug nach Mitteleuropa (= Mannus-Bibliothek. 51, ISSN 0720-7158). Kabitzsch, Leipzig 1931.
- Zur Neolithforschung in Niederösterreich. In: Wiener Prähistorische Zeitschrift. 20, 1933, ISSN 0258-3526, S. 1–5.
- mit Hans Freising: Die germanischen Bodenfunde in Mähren (= Anstalt für Sudetendeutsche Heimatforschung, Vorgeschichtliche Abteilung. 4, ZDB-ID 918857-5). Anstalt für Sudetendeutsche Heimatforschung – Vorgeschichtliche Abteilung, Reichenberg 1933.
- Die Germanenzeit in Niederösterreich von Marbod bis zu den Babenbergern. Ergebnisse der Bodenforschung. Stephan, Wien 1934.
- Die germanischen Bodenfunde in der Slowakei (= Anstalt für Sudetendeutsche Heimatforschung, Vorgeschichtliche Abteilung. 8). Kraus, Reichenberg u. a. 1937, (Zugleich: Wien, Universität, Habilitations-Schrift, 1939).
- Die Germanen im Burgenland. In: Germanen-Erbe. Bd. 7, Nr. 7/8, 1942, ZDB-ID 216749-9, S. 104–114.
- Die Urnengräber von Wieselsfeld, NÖ. In: Archaeologia Austriaca. 30, 1961, ISSN 0003-8008, S. 39–62.
- Die Paura an der Traun. Eine Landsiedlung der Pfahlbaukultur und ihre Verkehrslage in ur- und frühgeschichtlicher Zeit (= Schriftenreihe der OÖ Landesbaudirektion. 17, ZDB-ID 406656-X). OÖ-Landesverlag, Wels 1961.
- Aufgaben eines Heimatmuseums. Anläßlich der Eröffnung des Heimatmuseums Lang-Enzersdorf. In: Rund um den Bisamberg. 2, 1961, ZDB-ID 1256030-3, S. 14–32.